# NGC 766
NGC 766 is een elliptisch sterrenstelsel in het sterrenbeeld Vissen. Het hemelobject werd op 8 januari 1828 ontdekt door de Britse astronoom John Herschel.

## Synoniemen
- PGC 7468
- UGC 1458
- MCG 1-6-19
- ZWG 413.19